# Naturbahnrodel-Europameisterschaft 1999
Die 18. FIL Naturbahnrodel-Europameisterschaft fand vom 12. bis 14. Februar 1999 im polnischen Szczyrk statt.

## Technische Daten der Naturrodelbahn
| Start                  | 0805 m n.p.m. |
| Ziel                   | 0640 m n.p.m. |
| Höhendifferenz         | 0165 m        |
| Länge                  | 1081 m        |
| Durchschnittl. Gefälle | 12,88 %       |

## Einsitzer Herren
| Platz | Name                | Zeit          |
| ----- | ------------------- | ------------- |
| 01    | Anton Blasbichler   | 2:42,99 min   |
| 02    | Robert Batkowski    | + 02,33 s     |
| 03    | Gerald Kallan       | + 02,92 s     |
| 04    | Georg Eberharter    | + 03,16 s     |
| 05    | Gerhard Pilz        | + 04,78 s     |
| 06    | David Mair          | + 05,02 s     |
| 07    | Marcus Grausam      | + 05,50 s     |
| 08    | Ferdinand Hirzegger | + 05,63 s     |
| 09    | Roland Kallan       | + 05,67 s     |
| 10    | Roland Ploner       | + 06,03 s     |
| 11    | Grega Spendov       | + 06,15 s     |
| 12    | Waldemar Siąkała    | + 07,27 s     |
| 13    | Gašper Benedik      | + 07,60 s     |
| 14    | Guido Hilgarter     | + 08,51 s     |
| 15    | Borut Fejfar        | + 09,54 s     |
| 16    | Andrzej Laszczak    | + 11,67 s     |
| 17    | Denis Alimow        | + 12,71 s     |
| 18    | Roman Molwistow     | + 14,04 s     |
| --    | Marcin Pawlus       | DNS (3. Lauf) |
| --    | Daniele Pieiller    | DNS (3. Lauf) |
| --    | Martin Gruber       | DNS (2. Lauf) |
| --    | Sebastian Jeziorko  | DNS (1. Lauf) |
| --    | Reinhard Gruber     | DNS (1. Lauf) |
| --    | Armin Mair          | DNS (1. Lauf) |

Der Italiener Anton Blasbichler wurde zum zweiten Mal nach 1993 Europameister im Einsitzer. Zweiter wurde der Österreicher Robert Batkowski, der seine erste Medaille bei Großereignissen gewann. Auch für den drittplatzierten Gerald Kallan, ebenfalls aus Österreich, war es die erste Medaille bei Titelkämpfen.

## Einsitzer Damen
| Platz | Name                   | Zeit        |
| ----- | ---------------------- | ----------- |
| 01    | Sonja Steinacher       | 2:48,81 min |
| 02    | Elvira Holzknecht      | + 01,37 s   |
| 03    | Christa Gietl          | + 01,76 s   |
| 04    | Irene Mitterstieler    | + 03,49 s   |
| 05    | Simona Martin          | + 04,22 s   |
| 06    | Erna Schweigl          | + 04,47 s   |
| 07    | Jekaterina Lawrentjewa | + 05,71 s   |
| 08    | Ewelina Żurek          | + 06,82 s   |
| 09    | Magdalena Hula         | + 07,38 s   |
| 10    | Beate Fasching         | + 07,50 s   |
| 11    | Polina Danilewskaja    | + 09,03 s   |
| 12    | Kamila Machnik         | + 14,30 s   |
| 13    | Ursina Schneider       | + 31,12 s   |

Die Italienerin Sonja Steinacher wurde Europameisterin im Einsitzer der Damen. Bei der letzten EM hatte sie bereits die Bronzemedaille gewonnen. Die Silbermedaille gewann die Österreicherin Elvira Holzknecht, die bei der letzten EM ebenfalls Zweite war. Die drittplatzierte Christa Gietl gewann ihre erste EM-Medaille. Im Vorjahr war sie bereits Zweite bei der Weltmeisterschaft gewesen.

## Doppelsitzer
| Platz | Name                                   | Zeit          |
| ----- | -------------------------------------- | ------------- |
| 1     | Helmut Ruetz – Andi Ruetz              | 1:56,81 min   |
| 2     | Peter Lechner – Peter Braunegger       | + 1,00 s      |
| 3     | Armin Mair – David Mair                | + 1,33 s      |
| 4     | Marcin Pawlus – Andrzej Laszczak       | + 4,74 s      |
| 5     | Denis Alimow – Roman Molwistow         | + 6,13 s      |
| 6     | Sebastian Jeziorko – Krzysztof Pisuk   | + 8,60 s      |
| --    | Reinhard Beer – Herbert Kögl           | DNS (2. Lauf) |
| --    | Harald Kleinhofer – Gerhard Mühlbacher | DSQ (1. Lauf) |

Die Österreicher Andi und Helmut Ruetz wurden zum dritten Mal in Folge Europameister im Doppelsitzer. Sie waren das erste Doppelsitzerpaar, dem dies gelang. Silber ging an ihre Landsmänner Peter Lechner und Peter Braunegger, die ihre erste Medaille bei Titelkämpfen gewannen. Auch für die drittplatzierten Armin und David Mair war es die erste Medaille.

## Medaillenspiegel
| Platz | Land       | Gold | Silber | Bronze | Gesamt |
| ----- | ---------- | ---- | ------ | ------ | ------ |
| 1.    | Italien    | 2    | —      | 2      | 4      |
| 2.    | Österreich | 1    | 3      | 1      | 5      |